# Moncoutant

Moncoutant este o comună în departamentul Deux-Sèvres, Franța. În 2009 avea o populație de 3,121 de locuitori.